# 愛国救済運動
愛国救済運動（あいこくきゅうさいうんどう、アラビア語: الحركة الوطنية للإنقاذ、フランス語: Mouvement patriotique du salut、英語: Patriotic Salvation Movement、略称: MPA）は、チャドの政党。リビアの経済的支援により、イドリス・デビを指導者としてスーダンで結成。1990年9月の武装蜂起でチャドで政権を獲得 。1996年に文民政権となったが、1990年以降引き続きイドリス・デビが、2022年以降はその息子マハマト・デビが大統領職にあり、政権与党としてあり続けている。